# Mariakapel (Heijenrath)

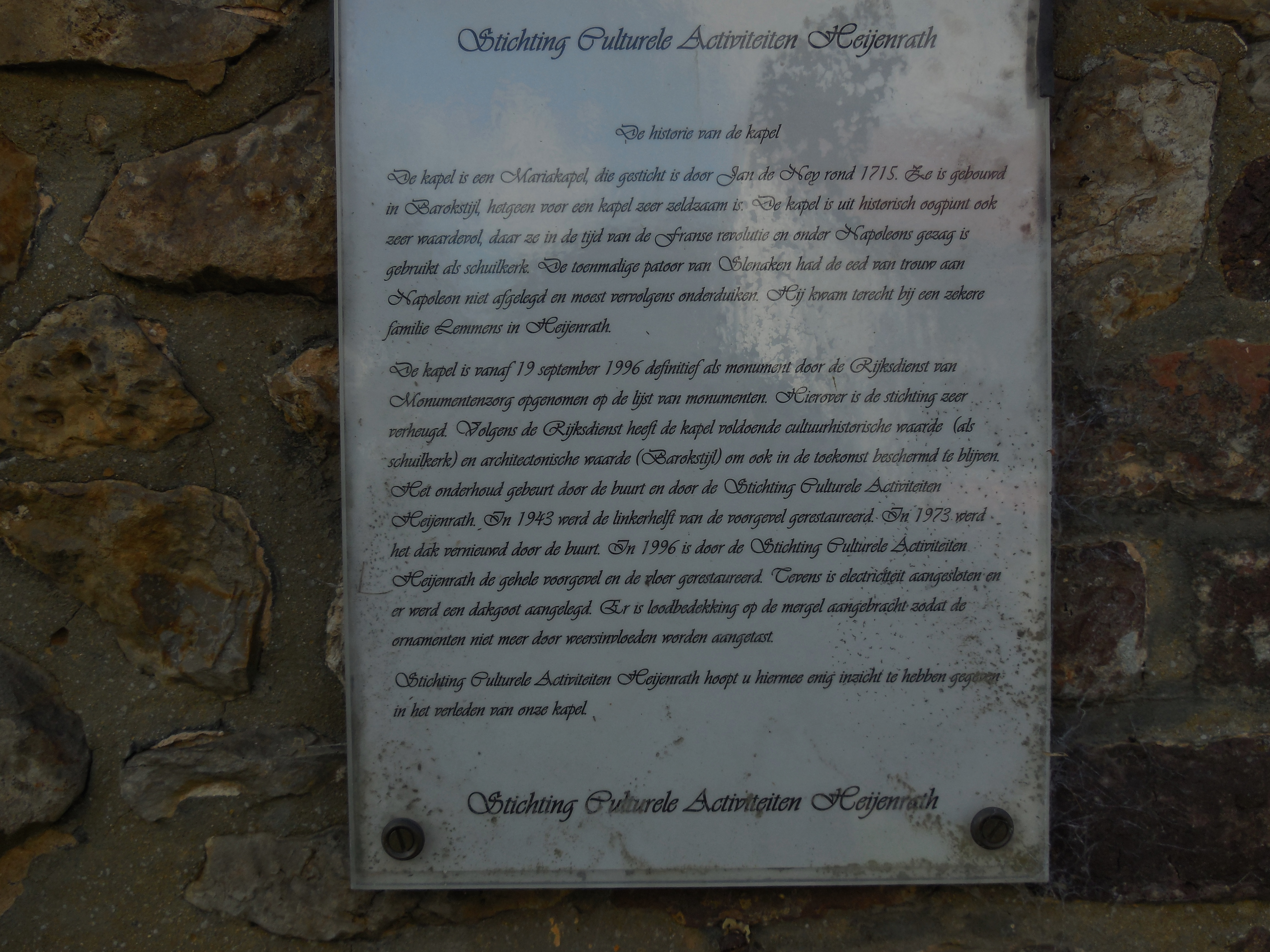
Planchette Mariakapel Heijenrath

De Mariakapel Heijenrath is een kapel in Heijenrath in de gemeente Gulpen-Wittem in de Nederlandse provincie Limburg.
De kapel ligt op het Plateau van Crapoel aan een kruispunt van wegen richting Landsrade, Teuven, Slenaken en Beutenaken (Grote Bosweg door het Groote Bosch).

## Geschiedenis
Rond 1715 werd de kapel gesticht door Jan de Ney.
Ten tijde van de Franse Revolutie werd de kapel gebruikt als schuilkerk.
In de tweede helft van de 19e eeuw werd de huidige kapel gebouwd. Daarbij zijn bouwmaterialen van de eerdere kapellen gebruikt.
Op 16 december 1996 werd de kapel ingeschreven in het register als rijksmonument.

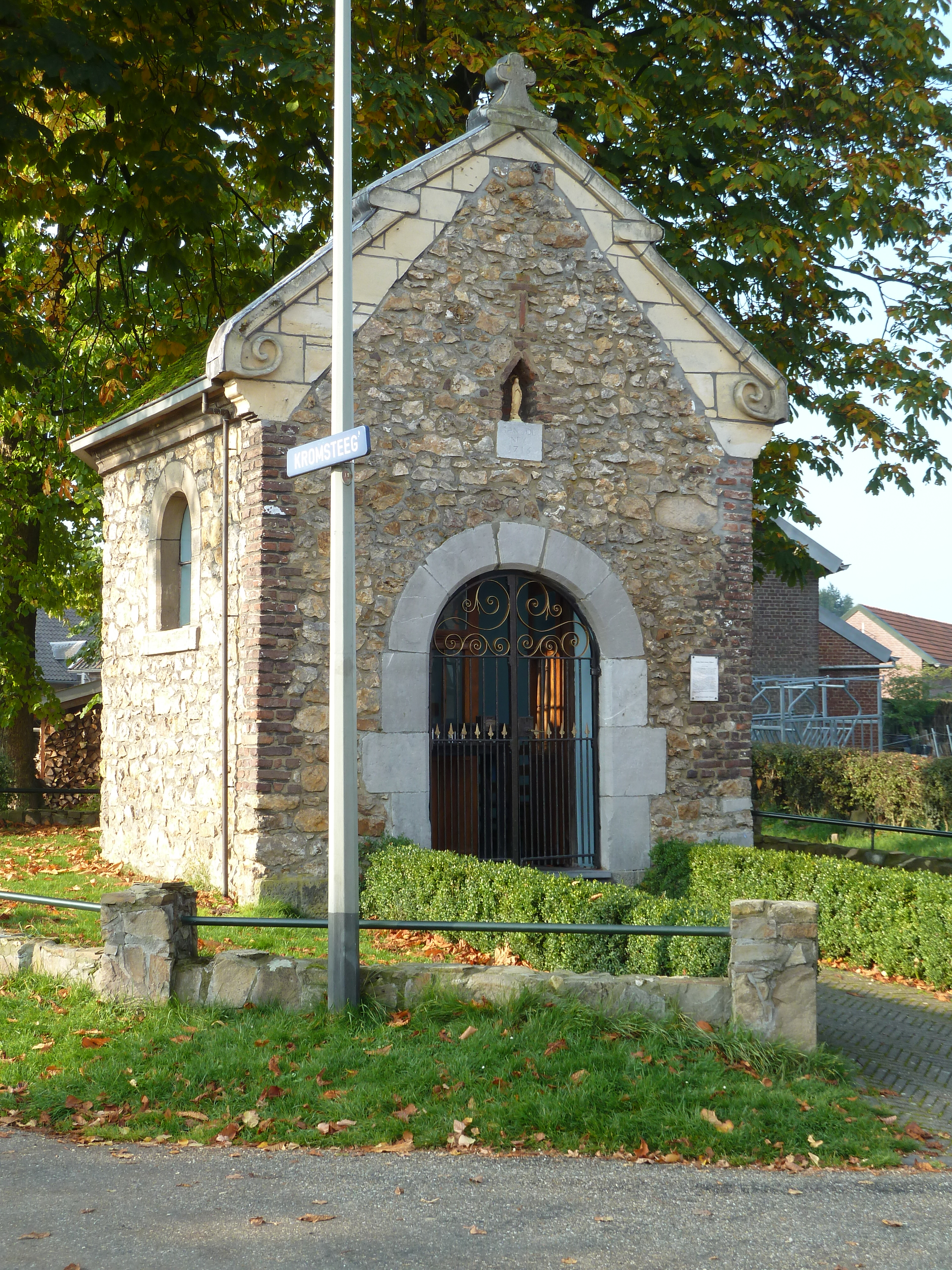
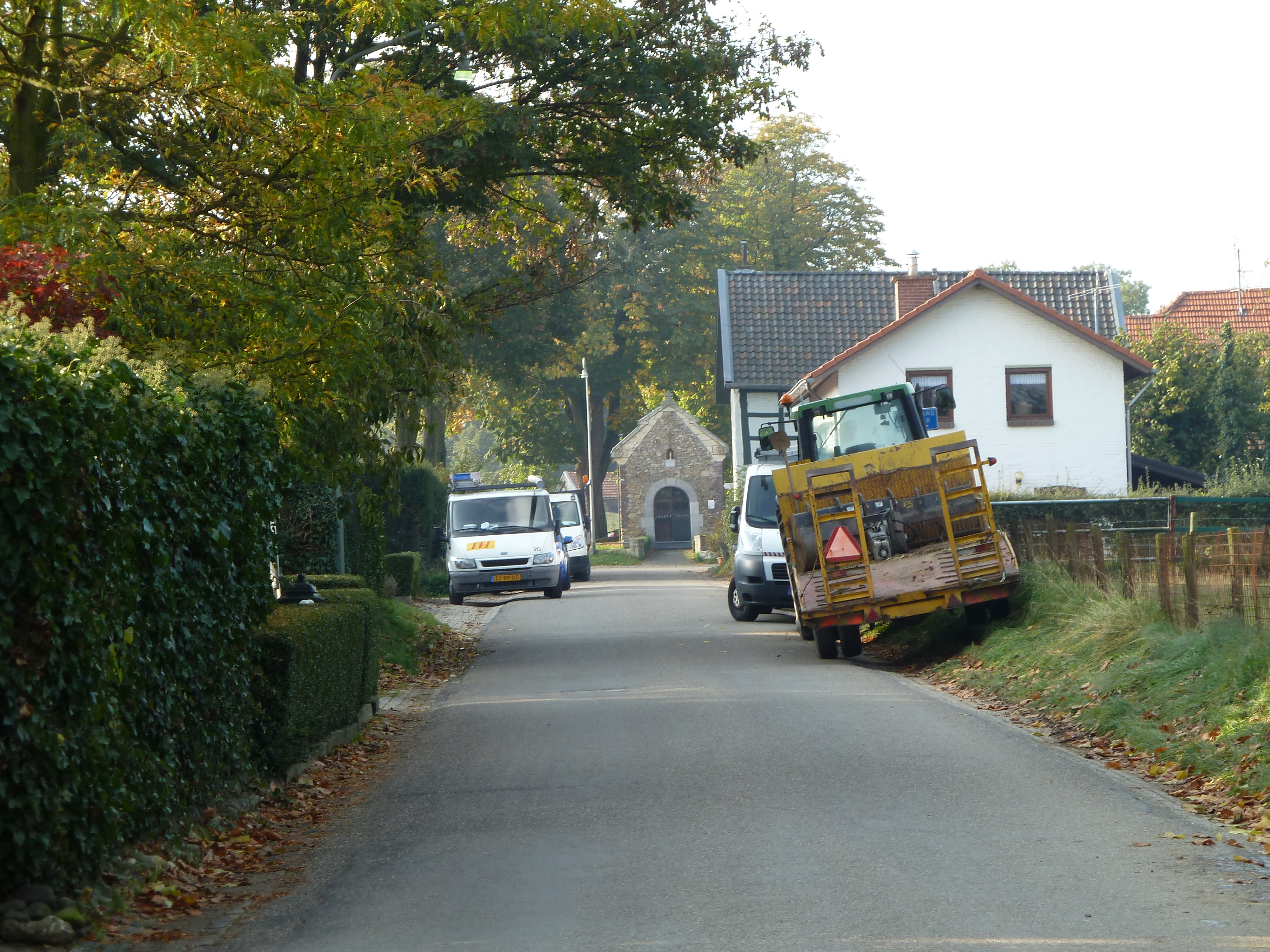
De kapel aan het einde van de weg
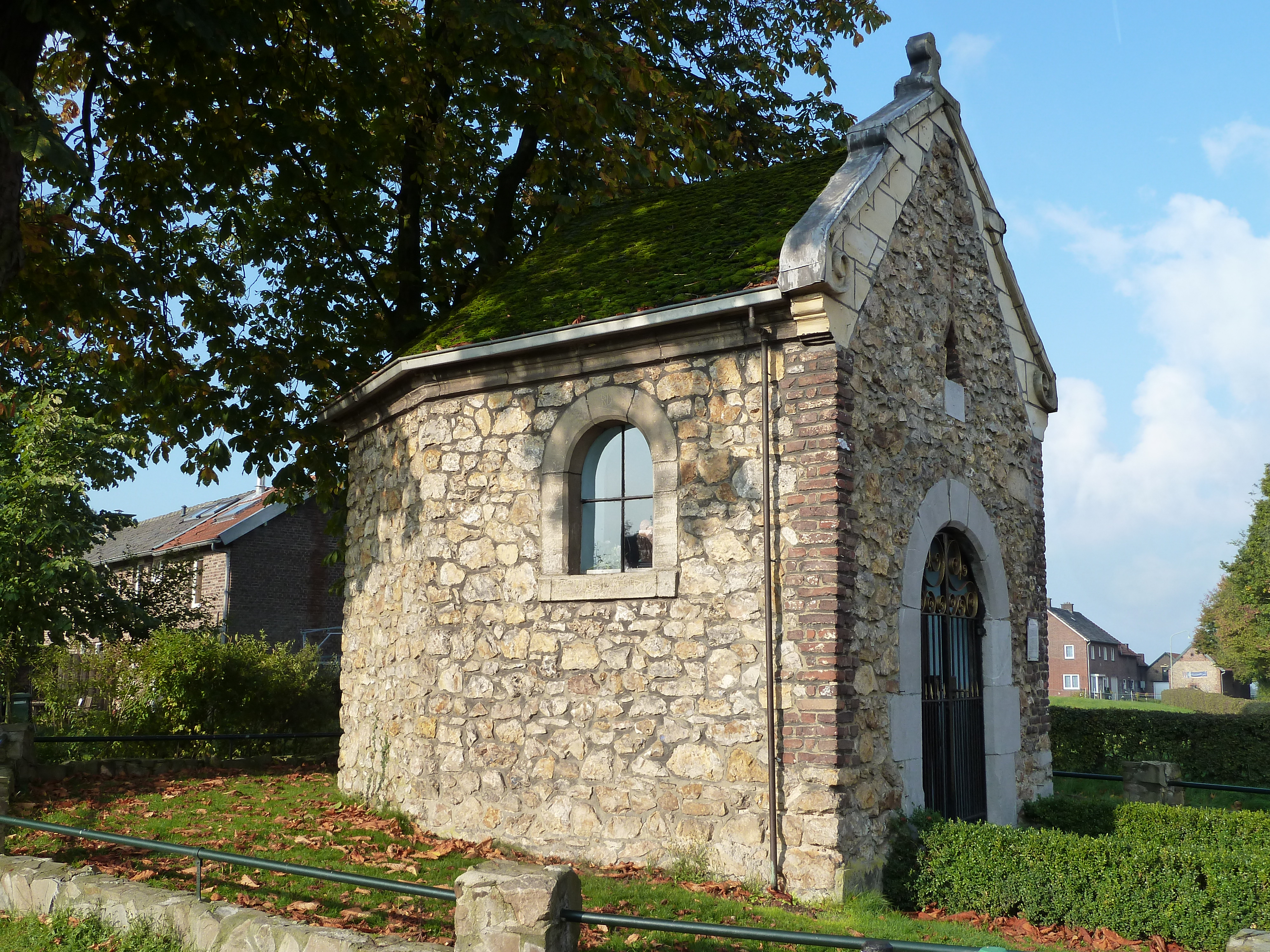
Zijkant van de kapel